# Giorgio Piantella
Giorgio Piantella (ur. 6 lipca 1981 w Camposampiero) – włoski lekkoatleta, tyczkarz
W 2009 w Belgradzie zdobył srebrny medal uniwersjady. Ma w swoim dorobku także tytuł wicemistrza świata wojskowych (Sofia 2009). Zwyciężył na halowym pucharze świata wojskowych (Ateny 2009). Do jego osiągnięć należy ponadto brązowy medal igrzysk śródziemnomorskich (Mersin 2013). Siedmiokrotnie był mistrzem Włoch na otwartym stadionie (2005, 2006, 2008, 2009, 2010, 2014, 2016) i również siedmiokrotnie w hali (2005, 2007, 2009, 2010, 2011, 2013, 2017). 
Swój rekord życiowy (5,60 m) ustanowił 5 czerwca 2010 we Florencji.